# Železniška postaja Preserje
Železniška postaja Preserje je ena izmed železniških postaj v Sloveniji, ki oskrbuje bližnja naselja Kamnik pod Krimom, Preserje in Prevalje pod Krimom. Postaja se nahaja v kraju Kamnik pod Krimom.

## Storitve
- WC sanitarije